# Tambovkai járás
A Tambovkai járás (oroszul Тамбовский райо́н) Oroszország egyik járása az Amuri területen. Székhelye Tambovka.

## Népesség
- 1989-ben 25 683 lakosa volt.
- 2002-ben 25 049 lakosa volt.
- 2010-ben 22 671 lakosa volt.